# Йорк (округ, Пенсільванія)
39°55′ пн. ш. 76°44′ зх. д. / 39.92° пн. ш. 76.73° зх. д.
Округ  Йорк (англ. York County) — округ (графство) у штаті  Пенсільванія, США. Ідентифікатор округу 42133.

## Історія
Округ утворений 1749 року.

## Демографія
За даними перепису 
2000 року 
загальне населення округу становило 381751 осіб, зокрема міського населення було 272315, а сільського — 109436.
Серед мешканців округу чоловіків було 187667, а жінок — 194084. В окрузі було 148219 домогосподарств, 105486 родин, які мешкали в 156720 будинках.
Середній розмір родини становив 2,98.
Віковий розподіл населення поданий у таблиці:
| Стать    | До 15 років | 15-21 | 22-29 | 30-39 | 40-49 | 50-65 | 65-85 | Понад 85 |
| -------- | ----------- | ----- | ----- | ----- | ----- | ----- | ----- | -------- |
| Чоловіки | 40226       | 17005 | 16944 | 29748 | 31353 | 30863 | 19719 | 1809     |
| Жінки    | 37838       | 16335 | 17266 | 30064 | 31279 | 31338 | 25666 | 4298     |

## Суміжні округи
- Камберленд — північ
- Дофін — північний схід
- Ланкастер — схід
- Гарфорд, Меріленд — південний схід
- Балтимор, Меріленд — південь
- Керролл, Меріленд — південний захід
- Адамс — захід

## Виноски
1. ↑  U.S. Decennial Census. United States Census Bureau. Процитовано 11 березня 2015.
2. ↑  Historical Census Browser. University of Virginia Library. Архів оригіналу за 11 серпня 2012. Процитовано 11 березня 2015.
3. ↑  Forstall, Richard L., ред. (24 березня 1995). Population of Counties by Decennial Census: 1900 to 1990. United States Census Bureau. Архів оригіналу за 20 березня 2015. Процитовано 11 березня 2015.
4. ↑  Census 2000 PHC-T-4. Ranking Tables for Counties: 1990 and 2000 (PDF). United States Census Bureau. 2 квітня 2001. Архів оригіналу (PDF) за 18 грудня 2014. Процитовано 11 березня 2015.
5. ↑  State & County QuickFacts. United States Census Bureau. Архів оригіналу за 23 липня 2011. Процитовано 22 листопада 2013.(англ.) Наведено за англійською вікіпедією.
6. ↑  American FactFinder. Бюро перепису населення США. Архів оригіналу за 21 травня 2008. Процитовано 31 січня 2008.

| США | Це незавершена стаття з географії США. Ви можете допомогти проєкту, виправивши або дописавши її. |